# Hrabstwo Prince George’s

Piramida wieku hrabstwa

Hrabstwo Prince George’s (ang. Prince George’s County) to hrabstwo w amerykańskim stanie Maryland. Hrabstwo zajmuje powierzchnię całkowitą 1 290,98 km² i według szacunków US Census Bureau w roku 2006 liczyło 841 315 mieszkańców. Siedzibą hrabstwa jest miejscowość Upper Marlboro.

## Historia
Hrabstwo Prince George’s zostało utworzone w roku 1695 z części hrabstw Calvert i Charles. Nazwa hrabstwa, która po polsku oznacza „hrabstwo księcia Jerzego”, pochodzi od księcia Danii Jerzego Duńskiego, który był bratem króla Danii Chrystiana V oraz mężem Anny Stuart, królowej Anglii. W 1748 roku hrabstwo Prince George’s uległo zmniejszeniu, gdy z jego części i części hrabstwa Baltimore utworzono hrabstwo Frederick.

## Geografia
Powierzchnia całkowita hrabstwa Prince George’s wynosi 1 290,98 km², z czego 1 257,26 km² stanowi powierzchnia lądowa a 33,70 km² (2,6%) powierzchnia wodna. Najwyższy punkt w hrabstwie ma wysokość 134 m n.p.m., zaś najniższy punkt położony jest na poziomie morza.

### Miasta
- Bowie
- Berwyn Heights
- Bladensburg
- Brentwood
- Capitol Heights
- Cheverly
- Colmar Manor
- Cottage City
- College Park
- District Heights
- Eagle Harbor
- Edmonston
- Fairmount Heights
- Forest Heights
- Glenarden
- Greenbelt
- Hyattsville
- Laurel
- Landover Hills
- Morningside
- Mount Rainier
- New Carrollton
- North Brentwood
- Riverdale Park
- Seat Pleasant
- University Park
- Upper Marlboro

### CDP
- Accokeek
- Adelphi
- Aquasco
- Baden
- Beltsville
- Brandywine
- Brock Hall
- Calverton
- Camp Springs
- Cedarville
- Chillum
- Clinton
- Coral Hills
- Croom
- East Riverdale
- Fairwood
- Forestville
- Fort Washington
- Friendly
- Glassmanor
- Glenn Dale
- Hillcrest Heights
- Kettering
- Konterra
- Lake Arbor
- Landover
- Langley Park
- Lanham
- Largo
- Marlboro Meadows
- Marlboro Village
- Marlow Heights
- Marlton
- Melwood
- Mitchellville
- National Harbor
- Oxon Hill
- Peppermill Village
- Queen Anne
- Queenland
- Rosaryville
- Seabrook
- Silver Hill
- South Laurel
- Springdale
- Suitland
- Summerfield
- Temple Hills
- Walker Mill
- West Laurel
- Westphalia
- Woodlawn
- Woodmore

## Demografia
Według szacunków US Census Bureau w roku 2006 hrabstwo Prince George’s liczyło 841 315 mieszkańców.

## Współpraca
- Royal Bafokeng Nation, Południowa Afryka
- Riszon le-Cijjon, Izrael
- Ziguinchor, Senegal